# Zentradi
Gli Zentradi sono una razza di alieni presenti nelle serie di cartoni animati fantascientifici Robotech e Macross, oltre che nei loro seguiti e spin-off.

## Gli Zentradi in Robotech
La razza è artificiale ed è stata creata dai Signori di Robotech. Originariamente, si trattava di giganti con mansioni di lavoratori-minatori, originari di un satellite del pianeta Tirol; allo scoppio della guerra tra i Signori e gli Invid, gli Zentradi vennero riprogrammati neurologicamente e clonati, in modo tale da diventare dei super-soldati. Stesso incarico ebbero le femmine della specie, chiamate Meltradi. Tutta la loro esistenza viene orientata alla guerra, facendo sì che nello loro civiltà (dove vige una rigida divisione tra uomini e donne) non vengano sviluppate né le arti né molte delle scienze teoriche.
Dotati di una flotta composta da più di 5 milioni di astronavi, gli Zentradi vennero inizialmente incaricati di combattere in prima linea contro gli Invid e successivamente, in seguito alla ribellione ed alla morte di Zhor, di ritrovare la sua astronave (l'SDF-1) e la matrice di Protocultura nascosta dallo scienziato nei suoi motori a piega. Al tempo in cui si svolge la serie animata principale, a capo dell'armata Zentradi vi è Dolza, mentre a capo della flotta che giunge sulla Terra vi è Breetai.
Benché dotati di una tecnologia avanzatissima, comprendente una Robotech Factory in cui costruire le proprie astronavi, gli Zentradi risultano assolutamente incapaci di riparare qualsiasi cosa: ciò è dovuto ad un volontario difetto di programmazione indotto dai Signori. La capacità di costruire in maniera automatica grandi quantità di navi ed attrezzature permette di sostituire ciò che viene danneggiato con prodotti nuovi e questo sopperisce alla scarsa capacità di effettuare la manutenzione dei macchinari.
Divisi tra di loro dal fascino per lo stile di vita umano e l’istinto di combattere, gli Zentradi giungono al quasi completo annientamento della loro razza in una battaglia finale che vede l'SDF-1 e gli Zentradi ribelli vittoriosi.
Successivamente, mentre alcuni di loro decidono di farsi "micromianizzare" (rimpicciolirsi fino a dimensione umana) per vivere e lavorare pacificamente a fianco dei terrestri, una minoranza dei sopravvissuti si mette agli ordini di Lord Kyron, che progetta la sua vendetta autodistruttrice.
I pochi Zentradi rimasti, con un'esigua flotta al comando di Breetai, si accodano alla spedizione di Rick Hunter alla ricerca del pianeta Tirol, per trattare una pace con i Signori di Robotech.

### Dolza
Dolza è il supremo comandante dell'armata Zentradi. Il suo incarico viene direttamente dai Signori di Robotech, suoi padroni e superiori gerarchici. È alto circa 11 m, per un peso di 18 tonnellate ed è completamente calvo.
Come tutti i membri della sua razza, Dolza venne creato dai Signori. Il compito iniziale degli Zentradi era quello di operai addetti alla coltivazione del Fiore della Vita Invid sottratto da Zhor alla Invid Regis ed impiantato su Tirol; successivamente, allo scoppio della guerra galattica tra i Signori e gli Invid, vennero riprogrammati in funzione di guerrieri ed a capo del loro esercito fu posto Dolza. Dopo aver ricevuto l'ordine di ritrovare l'SDF-1 e la matrice di Protocultura in esso contenuta, Dolza trasmette le consegne a Breetai, salvo intervenire personalmente prima per sollevare temporaneamente lo stesso Breetai dal comando per "incapacità" (affidando l'incarico alla Meltradi Azonia) e in seguito guidando 4 milioni di incrociatori Zentradi verso la Terra, per la battaglia finale. Proprio nel corso del combattimento, l'SDF-1 penetra le difese dell'enorme nave ammiraglia di Dolza e la demolisce dall'interno, uccidendone tutti gli occupanti.